# Caracas
Pour les articles homonymes, voir Caracas (homonymie).
Santiago de León de Caracas, traditionnellement connue sous le nom de Caracas, est la capitale et la plus grande ville du Venezuela. Couvrant 433 km2, la ville fait partie du District de la capitale au sein de la municipalité de Libertador (dont elle est le chef-lieu). Caracas compte trois millions d'habitants.
Son aire métropolitaine, le Grand Caracas, est à cheval sur deux des États du Venezuela, car, avec les municipalités mitoyennes, la métropole s’étend également sur l’État de Miranda. Ainsi, l’agglomération comptait 4,850 millions d'habitants au premier janvier 2009. Cette aire urbaine est également la plus grande du pays.
Caracas est le centre politico-économique et le cœur financier, commercial et culturel du pays. C’est aussi un centre artistique important, avec de nombreux musées, théâtres et galeries d'arts. 
La ville est classée 57e à l'indice Global Cities de 2012. Elle est considérée comme une ville globale de type Bêta+ par le GaWC.

## Toponymie
Le nom complet de Caracas est Santiago de León de Caracas. Depuis le 24 octobre 2007, le nom officiel de la capitale doit être suivi de l'expression « berceau de Bolivar et reine du Guaraira Repano ». Cette appellation n'est pas utilisée.

## Géographie

### Situation
Elle est située au nord du Venezuela, à proximité de la mer des Caraïbes dans une vallée entourée de montagnes de près de 2 130 m, entre 760 et 910 m d'altitude (cette montagne s'appelle l'Avila). Caracas est située à 126 km à l'est-nord-est de Valencia, à 272 km à l'est de Barquisimeto et à 514 km à l'est de Maracaibo.

### Climat
Selon la classification de Köppen, le climat est tropical de savane avec hiver sec (Aw d'après cette classification), toutes les températures mensuelles moyennes sont supérieures à 18 °C. De plus, les précipitations du mois le plus sec sont inférieures à 60 mm et à [100 - (précipitations annuelles mensuelles)/25]. En effet le mois de mars est le plus sec avec 12 mm et ses précipitations sont inférieures à (100 - 916 mm / 25) soit 63,36. Une autre source nous dit que Caracas bénéficie d'un climat tropical humide de mousson, quelque peu tempéré par l'altitude. Les précipitations annuelles varient entre 900 mm et 1 300 mm dans la ville proprement dite et atteignent 2 000 mm dans les cordillères voisines. Les températures ne connaissent pour ainsi dire pas de variations saisonnières, le mois le plus froid étant janvier (T moy=20,2 °C) et le plus chaud mai (T moy=23,2 °C). Par contre la saison sèche et la saison des pluies sont bien marquées. La saison des pluies, qui s'étend de mai à octobre, coïncide avec la remontée en latitude de la zone de convergence intertropicale.
| Mois                              | jan. | fév. | mars | avril | mai  | juin | jui. | août | sep. | oct. | nov. | déc. | année |
| --------------------------------- | ---- | ---- | ---- | ----- | ---- | ---- | ---- | ---- | ---- | ---- | ---- | ---- | ----- |
| Température minimale moyenne (°C) | 16   | 16,3 | 17,2 | 18,6  | 19,6 | 19,4 | 18,9 | 18,7 | 18,7 | 18,5 | 18,1 | 16,8 | 18,1  |
| Température moyenne (°C)          | 20,2 | 20,8 | 21,7 | 22,7  | 23,2 | 22,6 | 22,2 | 22,3 | 22,7 | 22,4 | 22   | 20,7 | 22    |
| Température maximale moyenne (°C) | 26,6 | 27,6 | 28,6 | 29    | 28,8 | 27,8 | 27,4 | 27,7 | 28,3 | 28,1 | 27,6 | 26,6 | 27,8  |
| Précipitations (mm)               | 16   | 13   | 12   | 59    | 80   | 139  | 121  | 124  | 114  | 123  | 73   | 42   | 916   |

## Histoire

### Origines

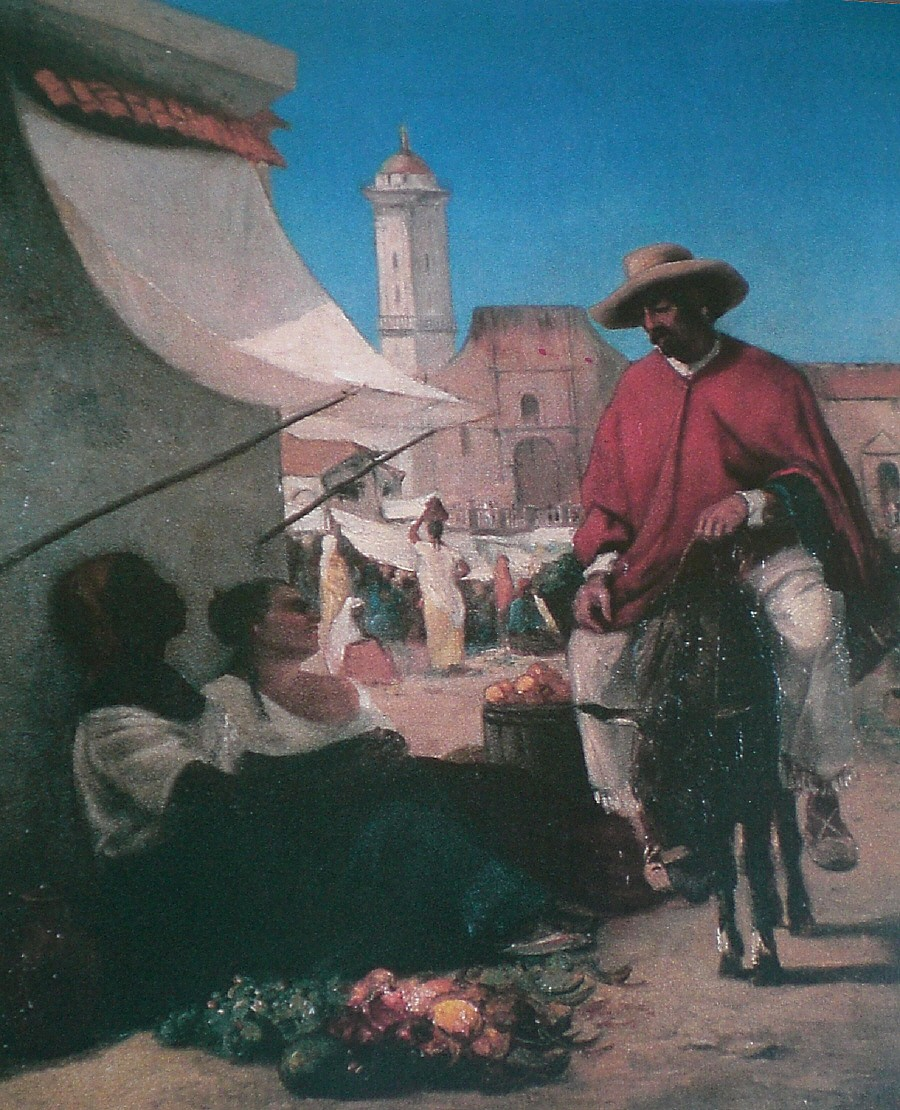
Scène de marché sur la Plaza Mayor, Caracas, 1854
Camille Pissarro (1830-1903)
Localisation inconnue

Caracas est fondée en 1567 sous le nom de Santiago de León de Caracas par l'explorateur espagnol Diego de Losada.
Caracas donna naissance au général Francisco de Miranda (1750) ainsi qu'à Simón Bolívar (1783), révolutionnaire libérateur de l'Amérique du Sud.
L'acte du 19 avril 1810, qui amène à la renonciation de Vicente Emparan au poste de capitaine général, puis plus largement à l'émancipation du Venezuela, a été signé dans la mairie de Caracas.
Le 26 mars 1812, un tremblement de terre détruit la ville.
Le peintre franco-danois Camille Pissarro né en 1830 sur l'île Saint-Thomas aux Antilles, séjourne deux ans à Caracas avec son ami Fritz Melbye, un autre artiste danois. Il y peint et dessine jusqu'en 1854 avant de rentrer à Saint-Thomas dans l'entreprise familiale.

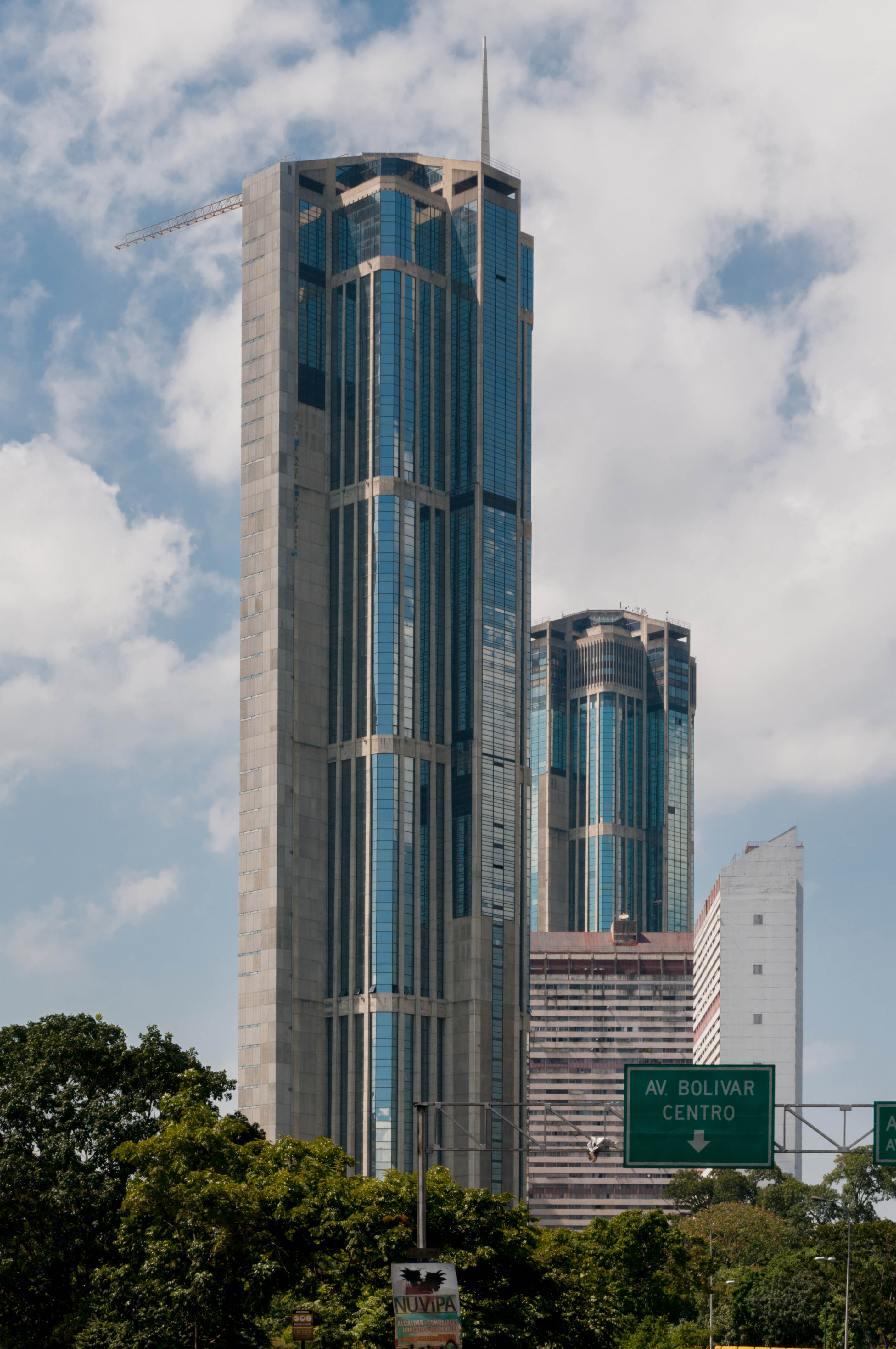
Les tours jumelles de Parque Central, les plus grandes d'Amérique Latine entre 1979 et 2003 (225 m).

Durant la première partie du XXe siècle, le pétrole permet à Caracas de devenir un centre économique des plus importants en Amérique latine, ainsi qu'une plaque tournante entre l'Europe et l'Amérique du Sud. 

### Époque contemporaine
Dans les années 1970, le Concorde venait chaque semaine à son aéroport, donnant ainsi une importance géographique et économique à la ville. 
Un des épisodes majeurs de l'histoire moderne du Venezuela se produit le 27 février 1989. Connu sous le nom de Caracazo, le peuple se révolte contre l’application des mesures du FMI par Carlos Andrés Pérez, notamment la hausse brutale du prix des transports publics. La violence des affrontements et de la répression font 3 000 morts en quatre jours.
À partir des années 2010 la ville subit les conséquences de la crise politique, économique et sociale qui affecte le Vénézuela (importante hausse de la criminalité, manifestations violentes, pénuries, coupures d'électricité).
La tache noire, la mancha negra, continue d'être un problème pour Caracas.

## Administration

### Gouvernance de Caracas
Caracas dispose de son propre gouvernement, le pouvoir exécutif de la ville est composé du chef du gouvernement, nommé par le président de la République, et un « maire de Caracas » élu par les habitants. En plus chacune des cinq municipalités de Caracas (Libertador, Chacao, Baruta, El Hatillo et Sucre) a son propre maire élu par les citoyens.
Élu maire de Caracas depuis 2008, Antonio Ledezma est arrêté le 19 février 2015, accusé de complot contre le régime de Nicolás Maduro.

### Municipalités
Caracas est constituée de cinq municipalités :
- Libertador : située à l'ouest de la ville, elle est la plus grande municipalité du pays, ainsi que la plus peuplée et la plus importante. Elle abrite les 5 pouvoirs constituant l'État de Venezuela ainsi que de nombreuses entreprises parmi les plus importantes du pays comme les Empresas Polar et la Banco de Venezuela, ainsi que les sièges des plus grandes chaînes de télévision (Venevisión, RCTV et Globovisión). À Libertador se trouve le centre historique de Caracas, le palais de Miraflores (siège de la présidence de la République) et la plupart des musées de la ville ;
- Chacao : située à l'est de Caracas, elle constitue l'une des municipalités les plus riches au Venezuela, la plupart de sa population appartient à la classe dominante et moyenne. Chacao abrite la plupart des meilleurs quartiers, des hôtels de luxe, centres commerciaux, ambassades et entreprises internationales. À Chacao se trouvent les fameux quartiers d'Altamira, El Rosal et La Castellana ;
- Baruta : située au sud-est, Baruta est aussi (avec Chacao) l'une des municipalités les plus riches du pays et, comme à Chacao, la plupart de sa population appartient à la classe dominante et moyenne. Municipalité à vocation résidentielle, Baruta abrite de beaux quartiers, comme Las Mercedes, connus pour leurs restaurants, centres commerciaux et leur vie nocturne. Cette municipalité abrite aussi le siège latino-américain de la multinationale américaine Procter & Gamble ;
- Sucre : située à l'est, Sucre est la deuxième municipalité la plus peuplée de Caracas et la deuxième en superficie. Elle abrite le plus grand parc de Caracas, le parque del Este. Cette municipalité a une vocation résidentielle et possède un petit secteur industriel. À Sucre se trouve la résidence officielle du président de la République et sa famille, une maison appelée La Casona ;
- El Hatillo : située au sud-est, elle est la municipalité la moins peuplée de Caracas et est nettement résidentielle. La plupart de ses habitants travaillent dans les autres municipalités de la ville.

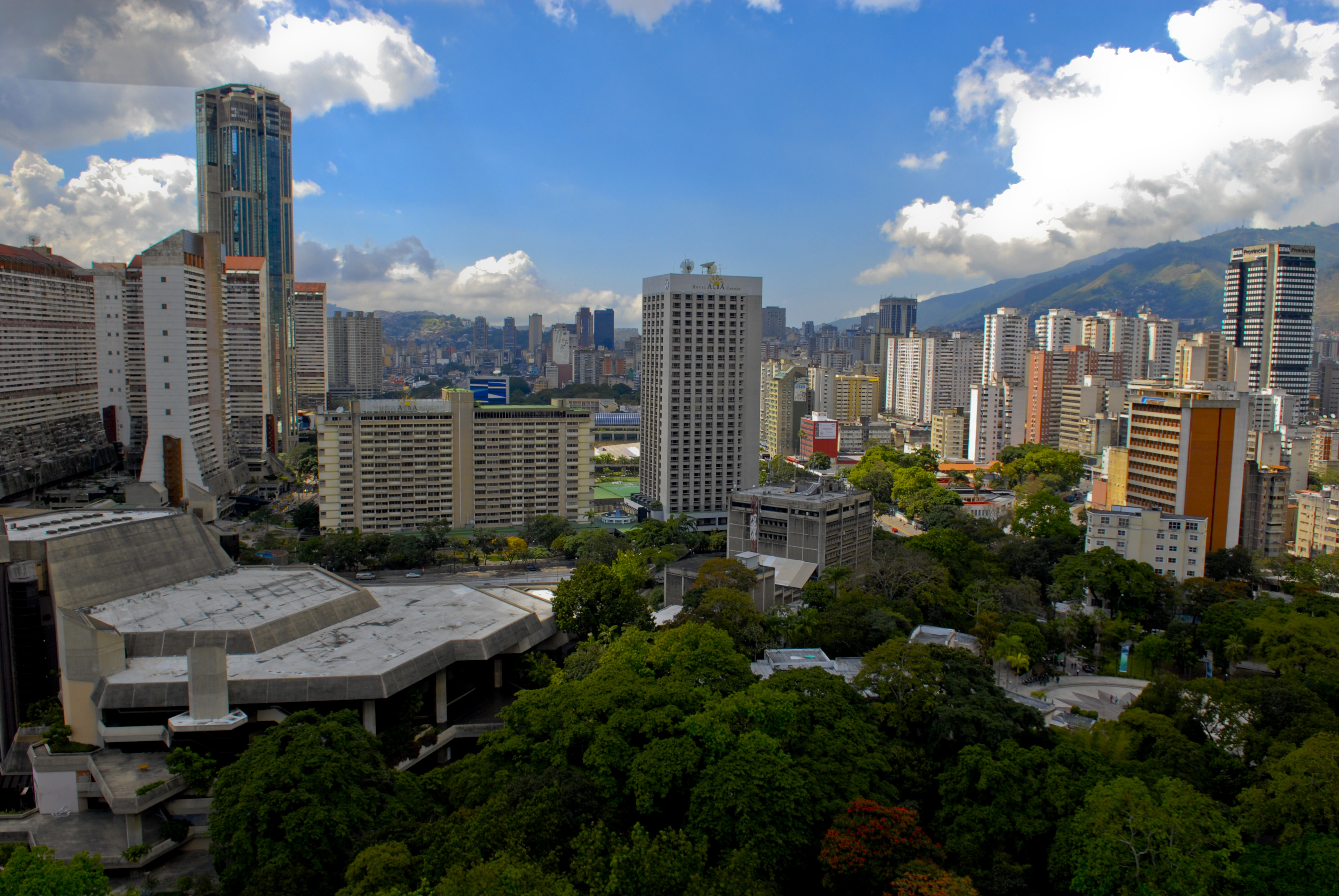
Centre de Caracas, municipalité de Libertador.
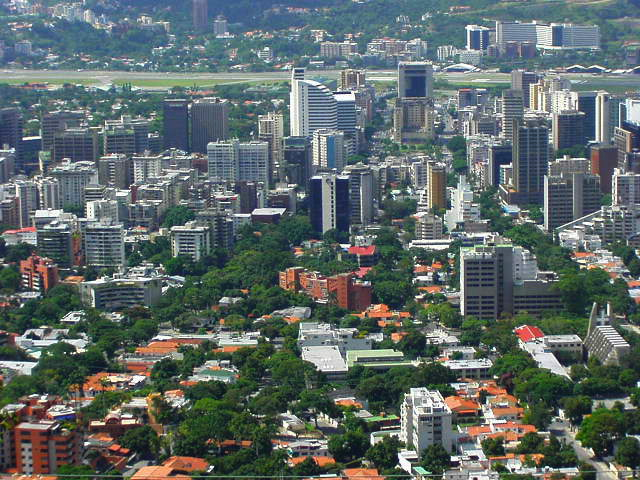
Quartier d'Altamira à Chacao.
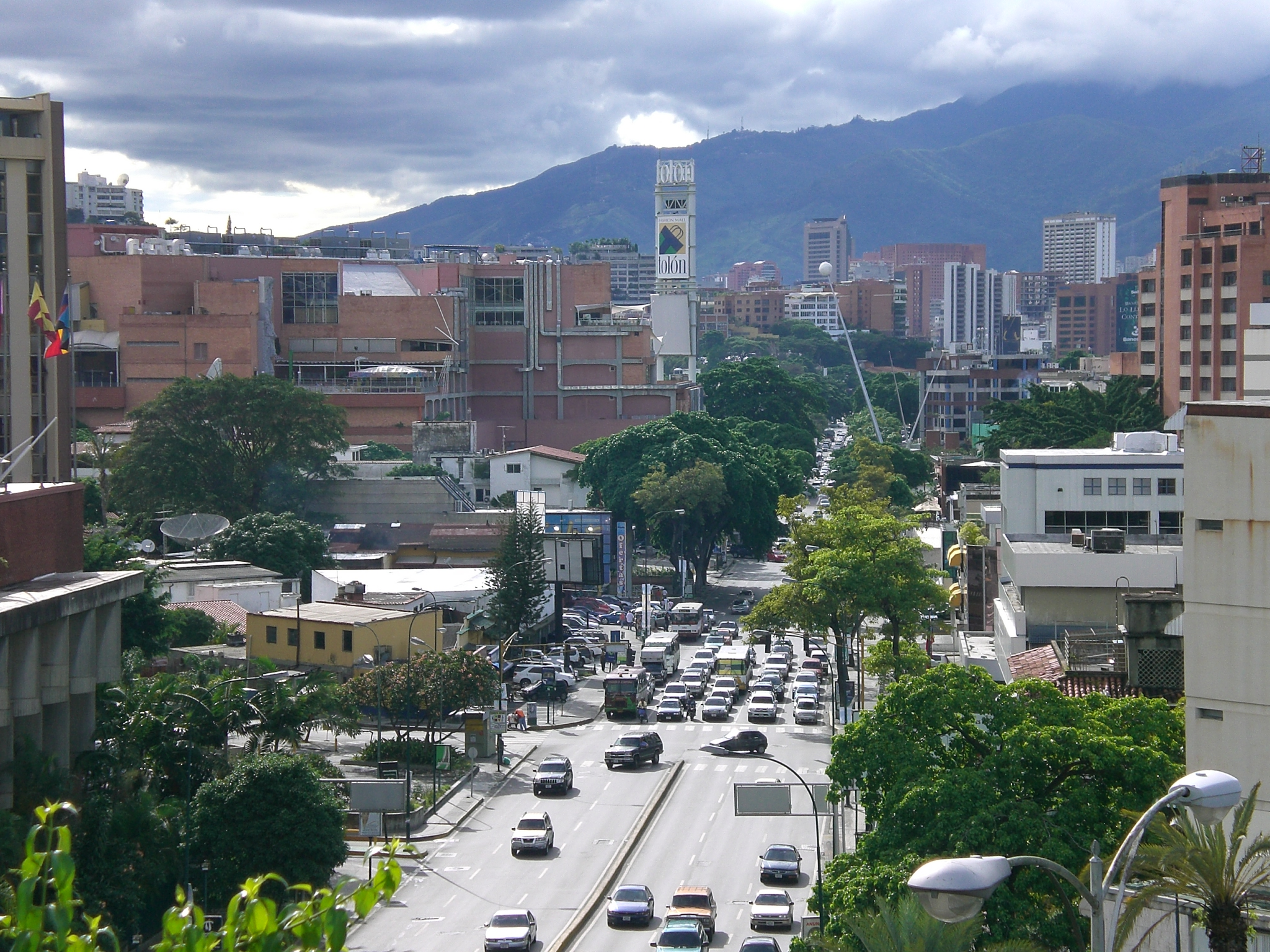
Quartier de Las Mercedes à Baruta.
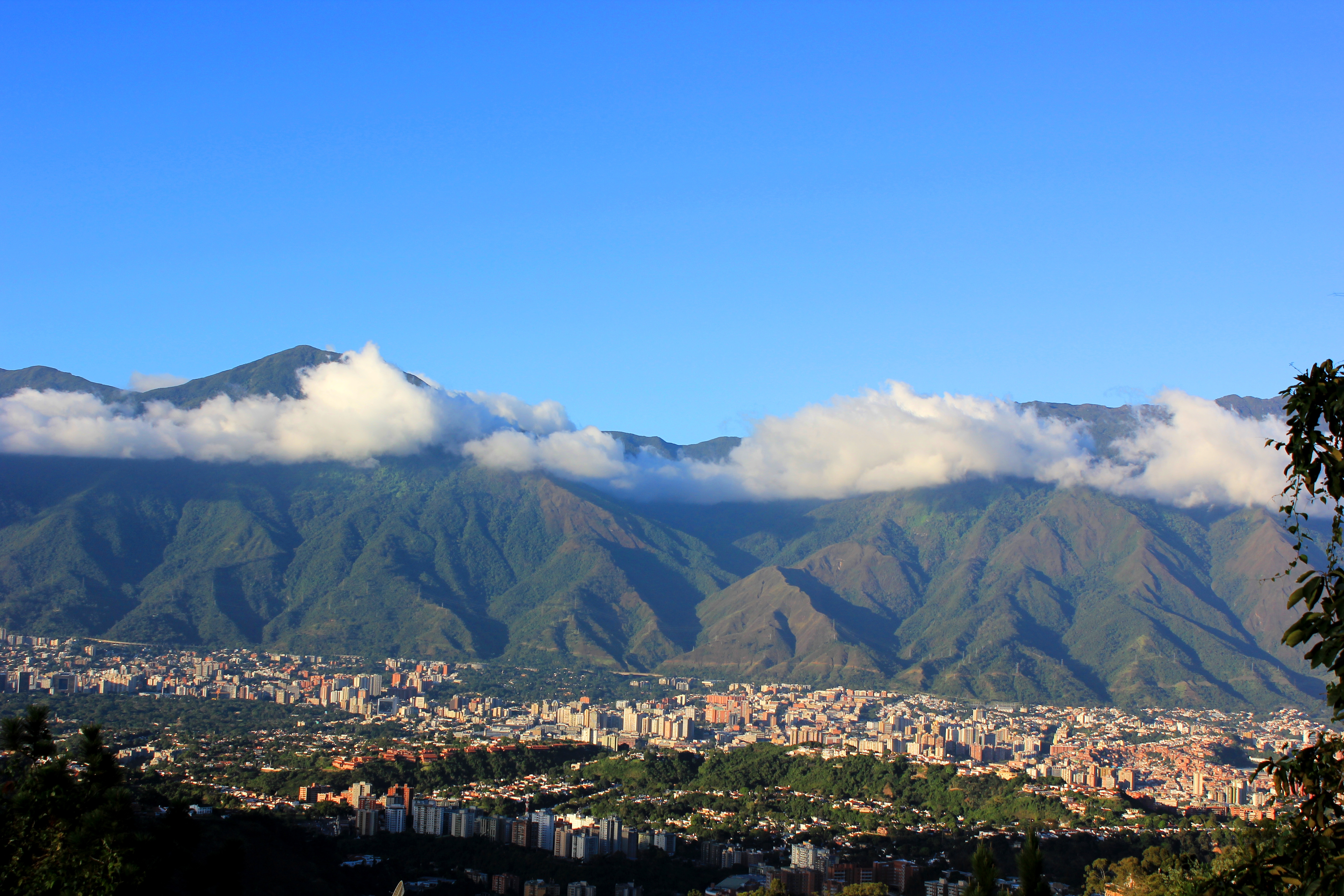
Une vue d'ensemble de Caracas.

#### Paroisses
Chaque municipalité se divise en paroisses civiles créées afin de décentraliser l'administration municipale. À son tour les paroisses civiles se divisent en quartiers. À Caracas existent 32 paroisses :
1. 23 de enero ;
2. Altagracia ;
3. Antímano ;
4. Candelaria ;
5. Caricuao ;
6. Catedral ;
7. Caucagüita ;
8. Chacao ;
9. Coche ;
10. El Cafetal ;
11. El Junquito ;
12. El Paraíso ;
13. El Recreo ;
14. El Valle ;
15. Fila de Mariches ;
16. La Dolorita ;
17. La Pastora ;
18. La Vega ;
19. Las Minas de Baruta ;
20. Leoncio Martínez ;
21. Macarao ;
22. Nuestra Señora del Rosario de Baruta ;
23. Petare ;
24. San Agustín ;
25. San Bernardino ;
26. San José ;
27. San Juan ;
28. San Pedro ;
29. Santa Rosalía ;
30. Santa Rosalía de Palermo ;
31. Santa Teresa ;
32. Sucre.

### Jumelages
| Ville | Ville                        | Pays | Pays                   | Période                   |
| ----- | ---------------------------- | ---- | ---------------------- | ------------------------- |
|       | Adeje                        |      | Espagne                |                           |
|       | Alger                        |      | Algérie                |                           |
|       | Aveiro                       |      | Portugal               |                           |
|       | Cali                         |      | Colombie               |                           |
|       | Cluj-Napoca                  |      | Roumanie               |                           |
|       | comté d'Honolulu             |      | États-Unis             | depuis le 27 janvier 1999 |
|       | Dubaï                        |      | Émirats arabes unis    |                           |
|       | Ecatepec de Morelos (d)      |      | Mexique                |                           |
|       | Honolulu                     |      | États-Unis             | depuis le 27 janvier 1999 |
|       | La Nouvelle-Orléans          |      | États-Unis             |                           |
|       | La Paz                       |      | Bolivie                |                           |
|       | Las Palmas de Grande Canarie |      | Espagne                |                           |
|       | Laâyoune                     |      | Maroc                  |                           |
|       | Madrid                       |      | Espagne                |                           |
|       | Managua                      |      | Nicaragua              |                           |
|       | Melilla                      |      | Espagne                |                           |
|       | Mexico                       |      | Mexique                |                           |
|       | Minsk                        |      | Biélorussie            |                           |
|       | Montevideo                   |      | Uruguay                |                           |
|       | Navi Mumbai                  |      | Inde                   |                           |
|       | Paita                        |      | Pérou                  |                           |
|       | Rio de Janeiro               |      | Brésil                 |                           |
|       | Rosario                      |      | Argentine              | depuis 1998               |
|       | Saint-Domingue               |      | République dominicaine |                           |
|       | San Francisco                |      | États-Unis             |                           |
|       | San Salvador                 |      | Salvador               |                           |
|       | Santa Cruz de Ténérife       |      | Espagne                |                           |
|       | Santiago de Querétaro        |      | Mexique                |                           |
|       | Téhéran                      |      | Iran                   |                           |
|       | Vigo                         |      | Espagne                |                           |

## Criminalité et pauvreté

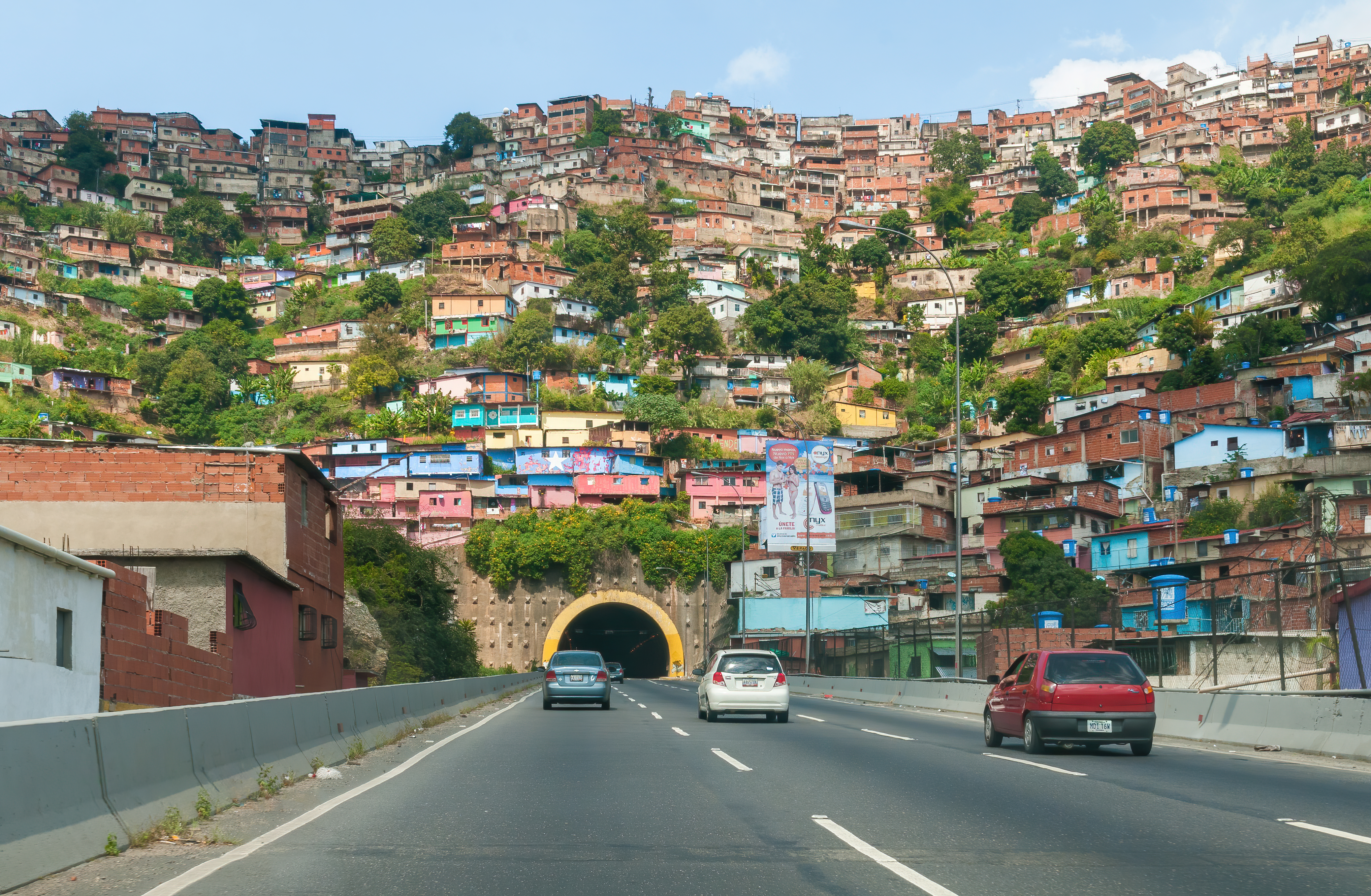
Un bidonville à la sortie de Caracas.

La revue Raids note en 1996 : « Avec une moyenne de quatre-vingts morts par balles chaque fin de semaine, avec des attaques quotidiennes dans les transports en commun, avec sa pauvreté au développement exponentiel, avec enfin une crise économique qui ronge le pays depuis plus de quinze ans — l’inflation est de plus de 1 000 % par an —, Caracas est devenue depuis quelques années l’une des villes et peut-être même la ville la plus dangereuse du monde. »
Caracas est l'une des villes les moins sûres d'Amérique latine, avec 105 homicides pour 100 000 habitants en 2006, 140 en 2009. En 2012, elle se positionne à la première place des capitales les plus dangereuses dans le monde, avec 122 homicides pour 100 000 habitants.
La ville comprend, en 2010, cinq polices municipales et une police métropolitaine, qui manquent de coordination et sont même parfois opposées en raison de divergences politiques. En avril 2002, des éléments de trois d’entre elles — la « Métropolitaine », PoliChacao et PoliBaruta —, contrôlées par des maires d’opposition, ont pris part au coup d’État contre le président Hugo Chávez.
En 2019, une étude de l'organisme mexicain Conseil Citoyen pour la Sécurité Publique et la Justice Pénale classe Caracas comme la sixième ville la plus dangereuse au monde, et même comme la ville non-mexicaine la plus dangereuse au monde (les 5 villes les plus dangereuses en 2019 étant toutes mexicaines) avec 74,65 homicides pour 100 000 habitants,.

## Culture

### Monuments et édifices publics

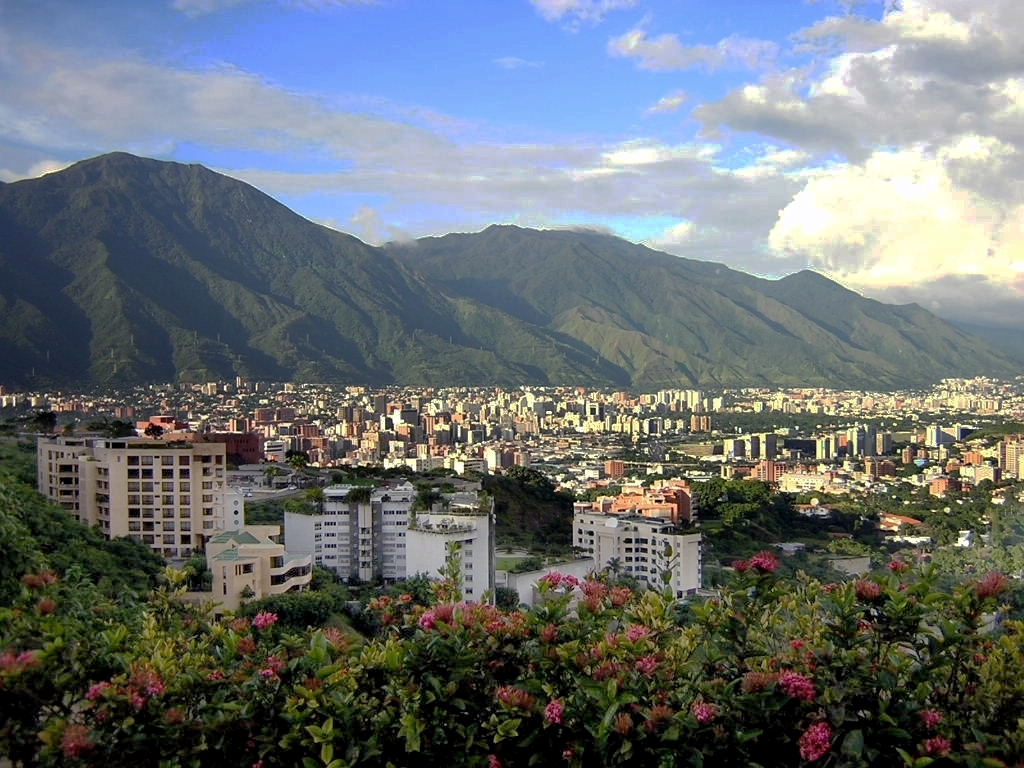
Les quartiers Est de Caracas et la montagne Avila en arrière-plan.

- Capitolio Nacional
- Casa Natal de Bolivar
- Museo de Arte Colonial
- Plaza Bolívar
- Plaza Francia (Altamira)
- Panthéon national
- Parque Central
- Palais de Miraflores
- Cathédrale Sainte-Anne
- Plaza Venezuela
- Basilique Sainte-Chapelle
- Palacio de las Academias

### Musées
- Galería de Arte Nacional (GAN)
- Museo de Bellas Artes (MBA)

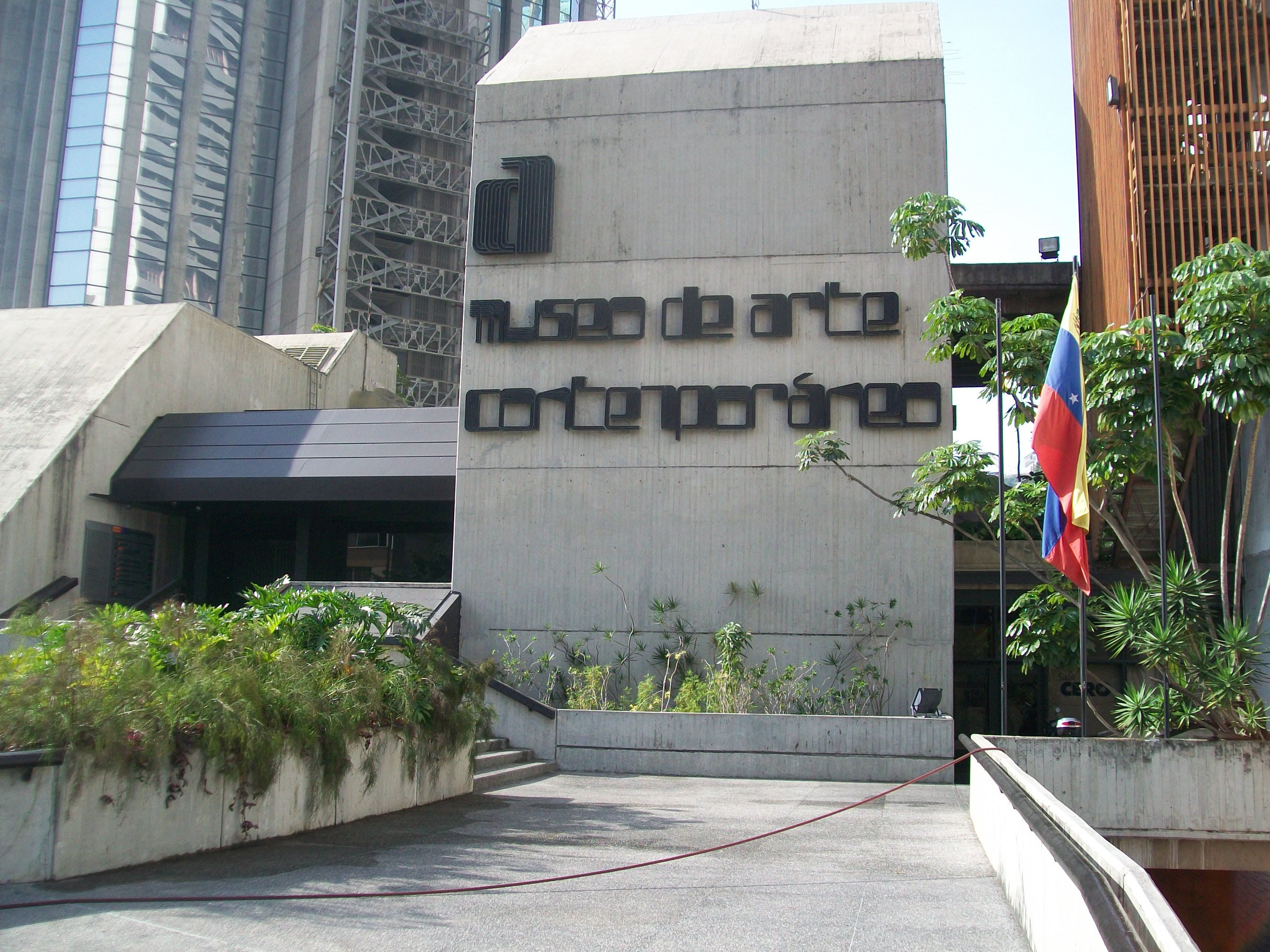
Le musée d'art contemporain de Caracas.

- Museo de Arte Contemporáneo de Caracas
- Museo Alejandro Otero (MAO)
- Museo de Ciencias
- Museo de los Niños
- Museo Jacobo Borges
- Museo Bolivariano
- Museo Cruz Diez
- Galeria Mendoza
- Museo Emilio Boggio de la Mucipalidad de Caracas
- Museo Michelena

### Parcs

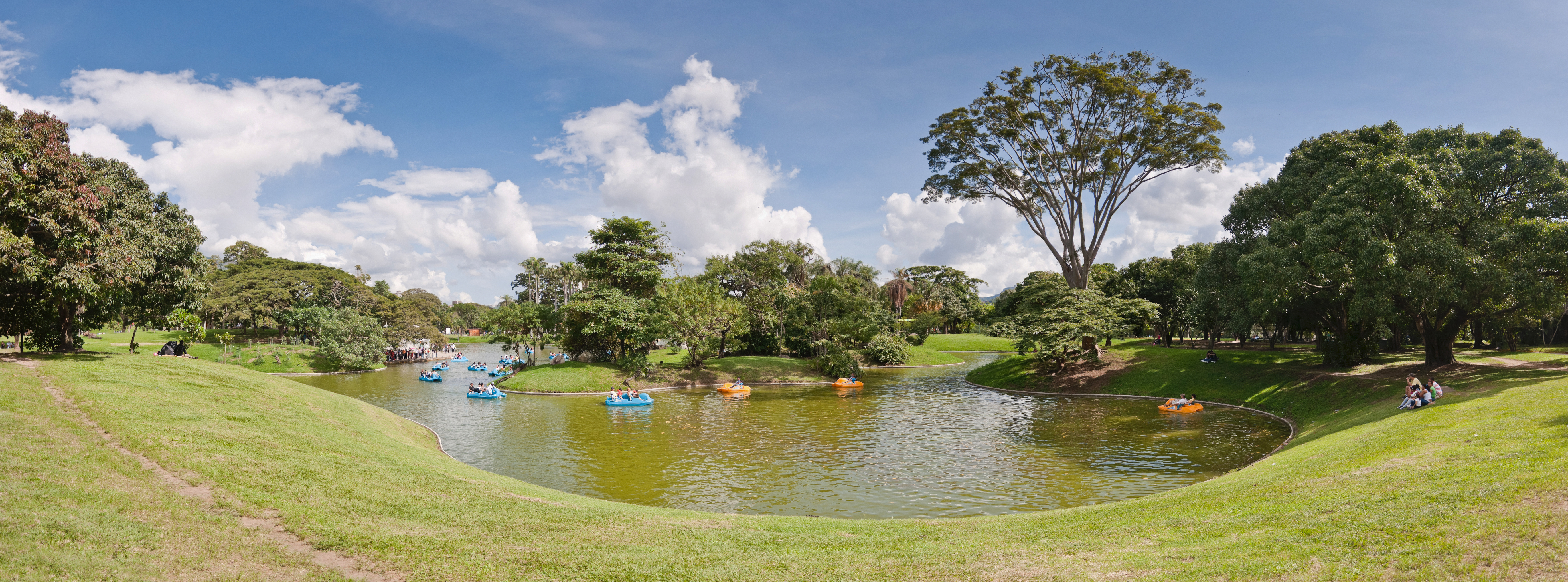
Venezuela - Caracas - Parque del Este (58)-Venezuela - Caracas - Parque del Este (72)-4.

- Parque del Este
- Parque El Calvario
- Parque Nacional El Ávila
- Parque Los Caobos
- Parque del Oeste
- Zoológico de Caricuao
- Parque El Pinar
- Parque Los Chorros
- Jardín Botánico de Caracas
- Parque PDVSA La Estancia
- Parque La Salle (La Floresta)

### Théâtres

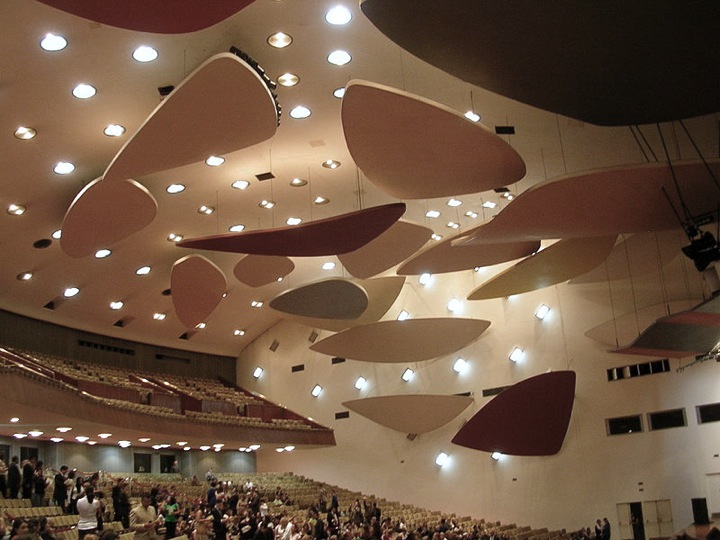
Aula Magna de l’université centrale du Venezuela, par Calder.

- Aula Magna de la Universidad Central de Venezuela
- Teatro Teresa Carreño (théâtre Teresa-Carreño)
- Teatro Municipal de Caracas
- Teatro Nacional
- Ateneo de Caracas
- Teatro Principal
- Teatro Catia
- Teatro Municipal de Chacao
- Complejo Social para la Musica
- Cinemateca Nacional
- Poliedro de Caracas

## Éducation

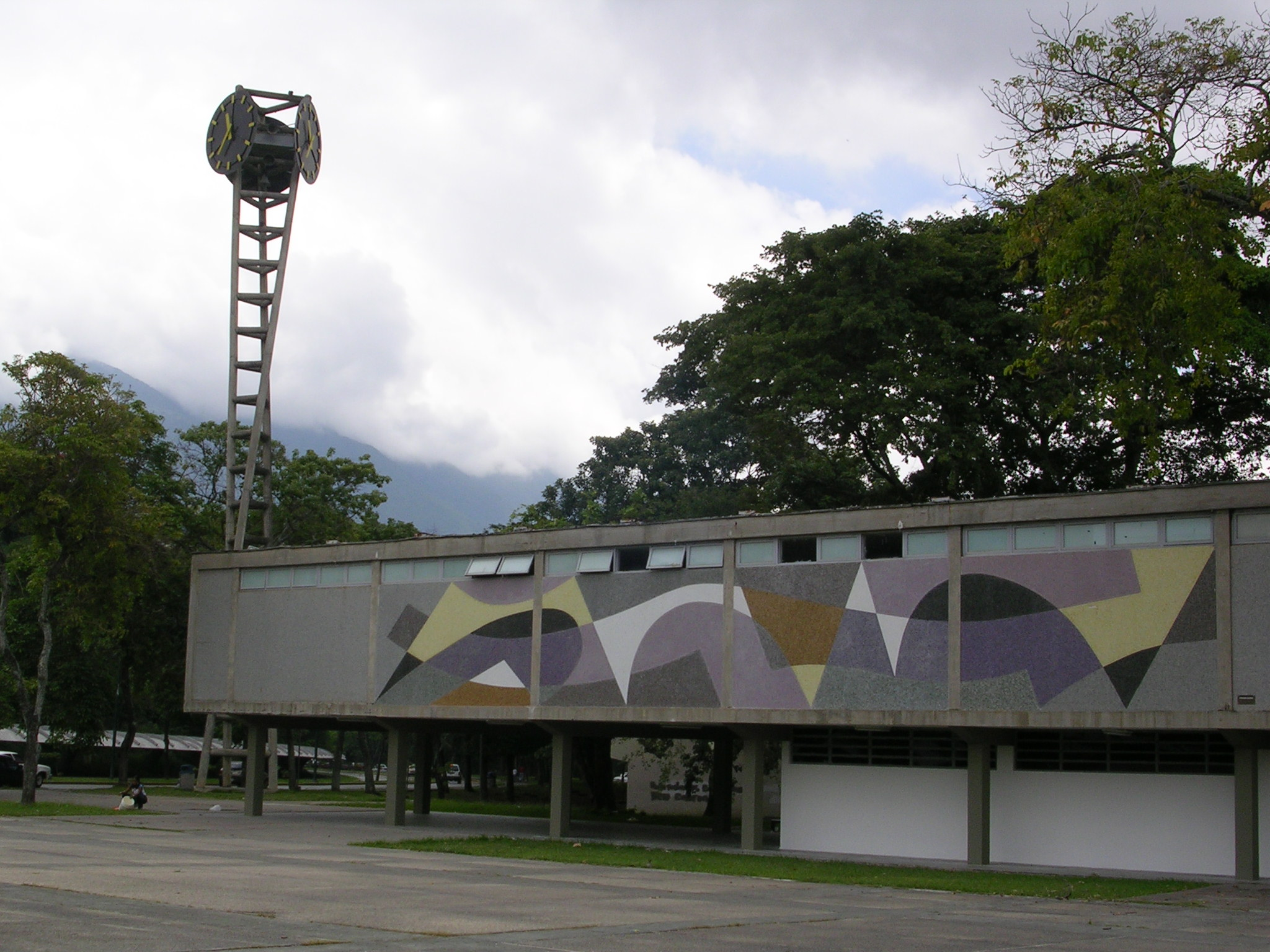
Université centrale du Venezuela.

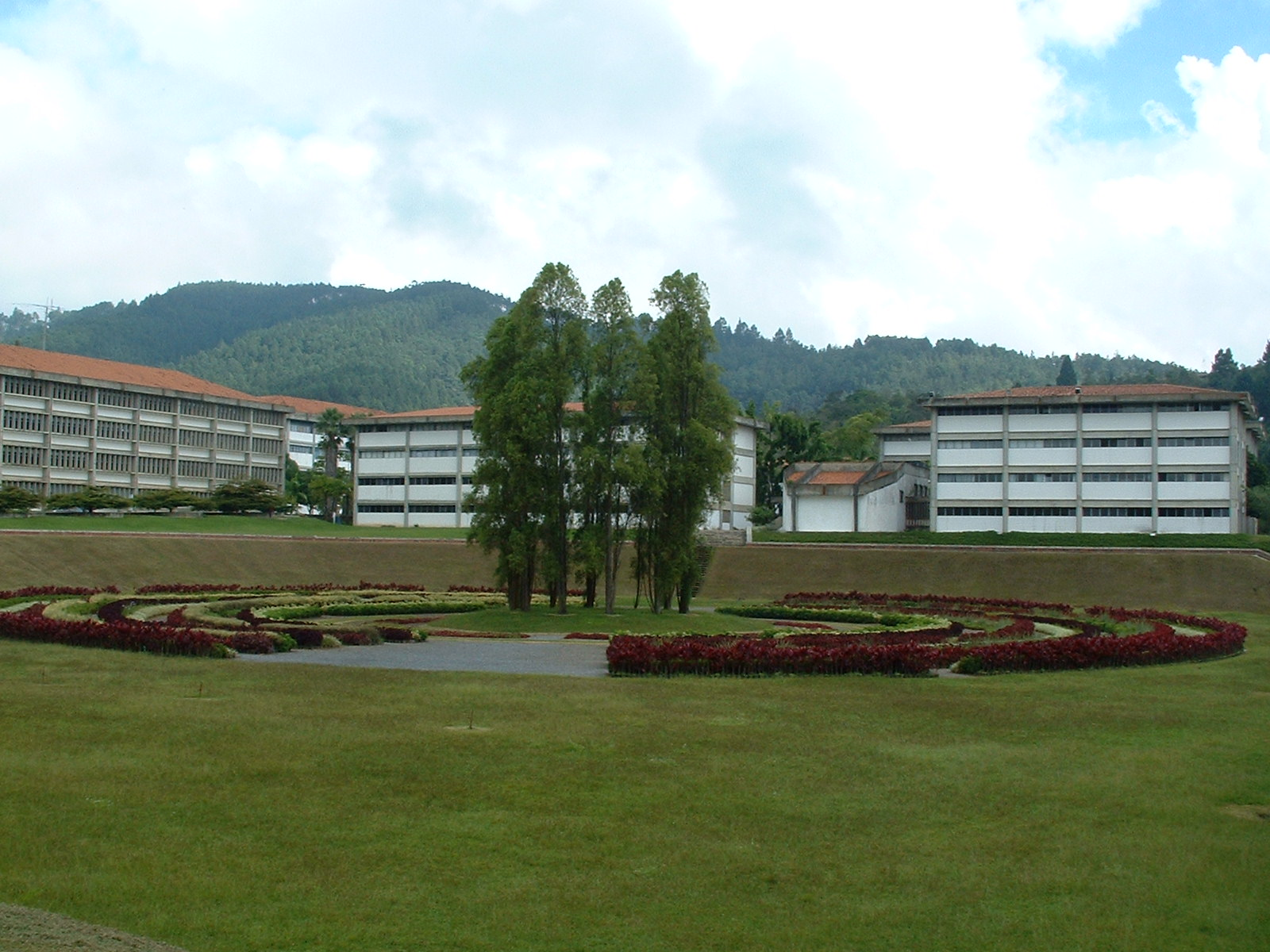
Laberinto Cromovegetal, université Simón Bolívar.

- Universidad Santa María (es)
- Universidad Católica Andrés Bello
- Université centrale du Venezuela
- Universidad Metropolitana
- Universidad Monte Avila
- Université Simón Bolívar
- Universidad Bolivariana de Venezuela (es)
- Universidad Pedagógica Experimental Libertador
- Universidad Católica Santa Rosa
- Universidad Alejandro de Humboldt
- Universidad Experimental Simón Rodriguez
- Universidad Jose María Vargas
- Universidad Nacional Abierta
- Universidad Nacional Experimental de la Fuerza Armada

## Transports

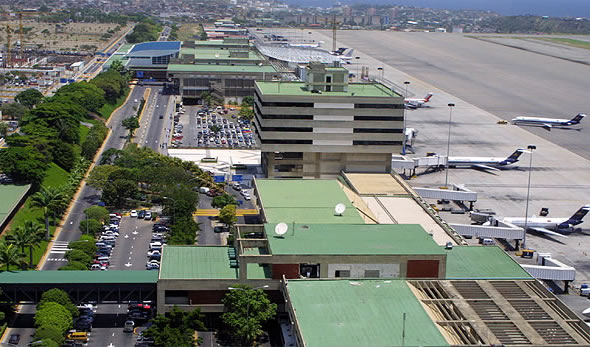
L'aéroport international Simon Bolivar.

La ville est desservie par le port maritime voisin de La Guaira.
L'aéroport international Maiquetía - Simón Bolívar est son plus grand aéroport commercial, situé à quelques kilomètres de la ville. Cependant, celle-ci possède trois autres petits aéroports regroupés dans l'agglomération.
De nombreuses lignes de bus, partant de différents terminaux permettent de desservir l'ensemble du pays.
De plus, Caracas compte un métro moderne construit en 1983, une télécabine construite en 1955 et rénovée en 2000 ainsi qu'un métrocable ouvert en 2009.
Une ligne de chemins de fer de banlieue d'une quarantaine de kilomètres est en cours entre Caracas et Cúa par l'IAFE.

## Presse
Plusieurs quotidiens y sont publiés, en voici quelques-uns :
- El Nacional
- El Universal
- El Mundo
- El Diario de Caracas
- The Daily Journal
- Ultimas Noticias
- La Voce d'Italia
- Correo del Orinoco
- Lider
- Meridiano

## Sport
- Deportivo Italia au football
- Caracas FC au football
- Tiburones de La Guaira au baseball
- Leones del Caracas BBC au baseball
- Cocodrilos de Caracas au basket-ball

## Personnalités liées à la ville
- Simón Bolívar, homme politique vénézuélien, y est né en 1783.
- Emilia de San José (Caracas, 1858 - 1893), religieuse, fondatrice, vénérable.
- Henri Charrière dit Papillon (1906-1973) s'installa à Caracas en 1945, après s'être échappé du bagne de Cayenne, en Guyane française.
- Reynaldo Hahn (Caracas, 1875 - Paris, 1947), compositeur vénézuélien naturalisé français.
- Marcelina de San José (1874-1959), née à Caracas, religieuse vénézuélienne, fondatrice, vénérable.
- Hanni Ossott (1946-2002), poète vénézuelienne, née et morte à Caracas.
- Serge Blanco, né en 1958 à Caracas, international français de rugby à XV, devenu dirigeant sportif et homme d'affaires.
- Karina Sainz Borgo (née en 1982), journaliste et écrivaine vénézuélienne.
- María Margarita Vargas (1983), fille du banquier Victor Vargas, épouse du prince Louis de Bourbon, héritier du trône de France (légitimiste).
- Desiree Ortiz (née en 1985), journaliste et mannequin vénézuélienne.
- Garbiñe Muguruza Blanco, née en 1993 à Caracas, est une joueuse de tennis espagnole.
- José Vicente Rangel (1929-2020), homme politique vénézuélien.
- Rafael Arráiz Lucca (1959), essayiste, historien et professeur
- Tomás Straka (née en 1972), historien.
- Bianca Matte (née en 1990).
- Lele Pons (née en 1996), Danseuse vénézuélienne.
- Yulimar Rojas (née en 1995), athlète vénézuélienne.
- Nicolás Maduro (né en 1962), politicien socialiste, est le Président de la République du Venezuela membre du PS du Vénézuela.
- Roberto "Bob" Bissonnette (Caracas, 1981- Flatlands, 2016), joueur de hockey sur glace et chansonnier populaire au Québec.

## Culture populaire
- Dans le jeu vidéo Call of Duty: Ghosts, Caracas est la capitale de la Fédération, l'ennemi principal du jeu.
- En décembre 2014, Booba a sorti un nouveau single intitulé Caracas, extrait de l'album D.U.C. sorti en 2015.
- Dans une chanson paillarde, l'action se situe sur la place du marché de Caracas (l'air étant tiré d'Adelita, chanson de la révolution mexicaine).